# Georges Le Brun Keris
Pour les articles homonymes, voir Le Brun et Keris.
Georges Le Brun, dit Le Brun Keris, né à Paris le 22 février 1910 et mort dans cette même ville le 27 avril 1970,, est un écrivain, journaliste et homme politique français.

## Biographie
Après des études aux lycées Hoche et Carnot et à la Faculté de droit de Paris, il est docteur en droit et diplômé de l'École libre des sciences politiques.
Il a été :
- Secrétaire général adjoint du Mouvement républicain populaire (MRP) de 1951 à 1958 ;
- Président de la Fédération MRP d’Afrique noire de 1954 à 1960 ;
- Membre de l’Assemblée de l’Union française de 1947 à 1958 ;
- Membre du Conseil économique et social (Section de la coopération technique avec les États membres de la Communauté) de 1959 à 1964.

Georges Le Brun Keris a  régulièrement collaboré aux journaux L'Aube et La Croix ainsi qu'aux magazines Terre humaine et France Forum.

## Publications
Georges Le Brun Keris a publié divers ouvrages de géopolitique :
- Les projets de réforme de la Société des Nations et le développement du Pacte, 1938 ;
- U.S.A.-U.R.S.S.: Des gratte-ciel aux kolkhozes, Société d'éditions républicaines populaires (SERP), 1947 ;
- Mort des colonies ? : colonialismes, anticolonialisme et colonisation., Le Centurion, 1953 ;
- Indochine, Tunisie, Maroc (1955) ;
- Sur la dérive de Moscou : essai sur les incarnations contemporaines du marxisme., Éditions Fleurus, 1961 ;
- Afrique, quel sera ton visage ?, Éditions Fleurus, 1963

On lui doit également plusieurs recueils de poèmes et notamment : 
- Offertoire pour la mer (collection « les poètes de laudes », 1968)
- Ode à l’Afrique (avec une préface de Léopold Sédar Senghor, collection « les poètes de laudes », 1979)